# Ophidiaster rhabdotus
Ophidiaster rhabdotus är en sjöstjärneart som beskrevs av Fisher 1906. Ophidiaster rhabdotus ingår i släktet Ophidiaster och familjen Ophidiasteridae. Inga underarter finns listade i Catalogue of Life.